# 索科尔区 (沃洛格达州)
索科尔区（俄语：Сокольский район）是俄罗斯联邦沃洛格达州下辖的一个区，其行政中心为索科尔。据2016年统计，该区的人口为49416人。